# Dominique Probst (Boulespielerin)
Dominique Probst (* 2001) ist eine ehemalige deutsche Nationalspielerin in der Boulespiel-Sportart Pétanque im Deutscher Boccia-, Boule- und Pétanque-Verband e.V. Sie war mehrfach deutsche Meisterin und Teilnehmerin bei Europa- und Weltmeisterschaften.

## Karriere
Probst spielt nach eigenen Angaben seit 2010 Boule und war von 2013 bis 2023 im Nationalkader. Sie spielte bei der Münchener Kugelwurfunion und beim 1.BC Mechenhard e.V. in der Pétanque-Bundesliga. Seit 2025 tritt sie für Pétanque München an.
2019 gewann sie im Juniorinnenbereich bei den Europameisterschaften der Espoirs (U23) im Triplette Bronze, im Jahr 2022 Silber.
Sie ist Rechtshänderin, spielt bevorzugt die Spielposition Pointeur (Vorlegerin) und hat Kugeln im Gewicht 680 Gramm bei 73 cm Durchmesser.

## Erfolge

### International

#### Juniors (U18)
- 2017: Teilnahme an der Weltmeisterschaft
- 2018: Teilnahme an der Europameisterschaft

#### Espoirs (U23)
- 2019: 3. Platz Europameisterschaft Frauen Triplette (Espoirs) zusammen mit Eileen Jenal, Jennifer Schüler und Luzia Beil[2]
- 2022: 2. Platz Europameisterschaft Frauen Triplette (Espoirs) zusammen mit Sarah Calibe, Lea Dörhöfer und Celine Gauer[3]

#### Erwachsene
- 2021: Teilnahme an der Weltmeisterschaft
- 2021: Siegerin im Damenturnier der Mondial	la Marseillaise à Pétanque zusammen mit Luzia Beil und Eileen Jenal[4]
- 2022: Teilnahme an der Europameisterschaft[5]

### National
Bei den Cadet (U15), Juniors (U18), Espoirs (U23) und Erwachsenen
- 2012: 3. Platz Deutsche Meisterschaft Triplette (Cadets) zusammen mit Luzia Beil und Paul Möslein
- 2013: 3. Platz Deutsche Meisterschaft Frauen Triplette zusammen mit Luzia Beil und Stefanie Schwarzbach
- 2015: 3. Platz Deutsche Meisterschaften Douplette (Junioren) zusammen mit Jan-Philipp Krug
- 2015: 3. Platz Deutsche Meisterschaften Pointeur (Junioren)
- 2015: 1. Platz Deutsche Meisterschaft Frauen Triplette zusammen mit Luzia Beil und Stefanie Schwarzbach
- 2016: 3. Platz Deutsche Meisterschaften Douplette (Junioren) zusammen mit Jonas Madai
- 2016: 1. Platz Deutsche Meisterschaft Frauen (Jugend) zusammen mit Luzia Beil und Filip Dudaric
- 2016: 3. Platz Deutsche Meisterschaften Pointeur (Junioren)
- 2017: 2. Platz Deutsche Meisterschaft Frauen (Jugend) zusammen mit Lea Dörrhöfer und Filip Dudaric
- 2017: 1. Platz Deutsche Meisterschaft Frauen Triplette zusammen mit Susanne Fleckenstein und Jennifer Schüler
- 2017: 1. Platz Deutsche Meisterschaften Tir de Precision (Junioren)
- 2017: 1. Platz Deutsche Meisterschaften Tir de Precision
- 2018: 2. Platz Deutsche Meisterschaften Tir de Precision (Junioren)
- 2019: 2. Platz Deutsche Meisterschaften Tir de Precision (Espoirs)
- 2019: 3. Platz Deutsche Meisterschaften Tir de Precision
- 2021: 3. Platz Deutsche Meisterschaften Triplette (Espoirs) zusammen mit Leon Gotha-Jecle und Levi Pfeffinger
- 2021: 1. Platz Deutsche Meisterschaft Frauen Triplette zusammen mit Luzia Beil und Celine Gauer
- 2021: 3. Platz bei den deutschen Vereinsmeisterschaften mit dem 1.BC Mechenhard e.V
- 2022: 1. Platz Deutsche Meisterschaften Triplette (Espoirs) zusammen mit Gabriel Huber und Ben Weiland
- 2022: 3. Platz Deutsche Meisterschaften Tir de Precision
- 2023: 2. Platz Deutsche Meisterschaften Triplette (Espoirs) zusammen mit Gabriel Huber und Ben Weiland
- 2025: 3. Platz Deutsche Meisterschaft Doublette mixte zusammen mit Matthias Laukart

## Privates
Probst wohnt in München und ist Lehramtsstudentin. Ihr Bruder Vincent Probst war ebenfalls Nationalspieler und sehr erfolgreich im Boulesport unterwegs.